# Tantilla boipiranga
Tantilla boipiranga este o specie de șerpi din genul Tantilla, familia Colubridae, descrisă de Ricardo J. Sawaya și Ivan Sazima în anul 2003. A fost clasificată de IUCN ca specie vulnerabilă. Conform Catalogue of Life specia Tantilla boipiranga nu are subspecii cunoscute.